# Iubita lui Gramigna (film)
Iubita lui Gramigna (titlul original: în italiană L'amante di Gramigna) este un film dramatic de coproducție italo-bulgar, realizat în 1969 de regizorul Carlo Lizzani, 
după nuvela omonimă din 1880 a scriitorului Giovanni Verga, protagoniști fiind actorii Gian Maria Volonté, Stefania Sandrelli, Luigi Pistilli și Ivo Garrani. 

## Rezumat
Sicilia, anul 1865. Un fermier, Gramigna, înșelat de baronul Nardò, este forțat să părăsească casa, pe care baronul a închiriat-o acum Assuntei și fiicei sale Gemma. După ce a fost alungat pentru a se răzbuna pentru răul suferit, Gramigna începe să-i omoare pe complicii lui Nardò și, vânat de un escadron de cavalerie piemonteză, dă buzna în casa acestuia, dându-i foc. 
În casă se află Ramarro, angajatul baronului și logodnicul Gemmai, care a venit cu rudele pentru contractul prenupțial. În timp ce oaspeții fug de frică, Gemma care nu prea vrea să se căsătorească cu Ramarro, pleacă cu Gramigna având o atracție pentru el. Ei devin repede iubiți și Gemma împarte cu el pericolele.
Tatăl Gramignei este ucis. Ramarro, la sfatul baronului, încearcă să-i surprindă pe cei doi fugari, se folose un om sărac delirant. Banditul, simțind înșelăciunea, reacționează sălbatic ucigându-l pe nebun. Gemma, speriată de furia lui Gramigna, fuge de la el. În timp ce încearcă să ajungă la casa mamei sale, ea este urmărită de Ramarro și apoi încolțită de bărbați lui Nardò care o violează. Într-o confruntare dramatică, arma lui Ramarro cade în mâna Gemmai, care îl ucide.
Întorcându-se la mama ei în căutarea unui adăpost, ea îi mărturisește că l-a ucis pe Ramarro, dar apoi nu poate rezista chemării lui Gramigna, care o ia la el. Mărturisindu-i abuzul pe care l-a suferit, Gramigna disperat, o părăsește pe Gemma și se duce la baron pentru a-și duce la capăt răzbunarea, dar îl găsește pe moarte din cauza asaltului localnicilor, care în cele din urmă s-au răzvrătit împotriva opresiunilor sale. În timp ce Gramigna este dezlănțuit asupra lui Nardò, soldații piemontezi sosesc și îl ucid. În cele din urmă, Gemma ia cadavrul lui Gramigna și îl îngroapă lângă casa ei distrusă.

## Distribuție
- Gian Maria Volonté – Gramigna
- Stefania Sandrelli – Gemma
- Luigi Pistilli – Ramarro
- Ivo Garrani – baronul Nardò
- Emilia Radeva – mama lui Gemma
- Assen Milanov – notarul
- Marian Dimitrov –
- Stizio Mazgalov – un intermediar
- Stoienka Mutafova – un intermediar
- Vassil Popoliev –
- Gianni Pulone –
- Peter Petrov Slabakov – un intermediar
- Stoian Stoiciev – un intermediar
- Ivan Dimitrov Penkov – un intermediar
- Domna Ganeva – mătușa
- Gancho Ganchev – șeful carabinierilor

## Aprecieri
„ Un Lizzani decepționant, lacrimogen și cu un halou de plictis. ”—T. Caranfil , Dicționar universal de filme 

## Erată
- În poster numele eroului este trecut greșit „Graminia”, numele corect fiind „Gramigna”.

## Literatură
- Verga, Giovanni, Iubita lui Gramigna, tradus de Olga Mărculescu, București, 1983: Editura Univers, 472 pag.;